# Eudema colombiana
Eudema colombiana là một loài thực vật có hoa trong họ Cải. Loài này được Al-Shehbaz ex Luteyn mô tả khoa học đầu tiên năm 1999.